# Bernardo di Lippe-Biesterfeld (1872-1934)
Bernardo di Lippe-Biesterfeld (nome completo in tedesco Bernhard Kasimir Friedrich Gustav Heinrich Wilhelm Eduard, detto Berni; Oberkassel, 26 agosto 1872 – Monaco di Baviera, 19 giugno 1934) è stato un principe tedesco, padre di Bernhard, marito della regina Giuliana dei Paesi Bassi.

## Biografia

### Carriera
Bernardo di Lippe-Biesterfeld nacque il 26 agosto 1872 a Oberkassel, secondogenito di Ernesto II e della contessa Karoline von Wartensleben. Era fratello minore di Leopoldo IV, ultimo principe regnante di Lippe.
Si dedicò alla carriera militare nell'esercito prussiano e raggiunse il grado di maggiore.

### Matrimonio

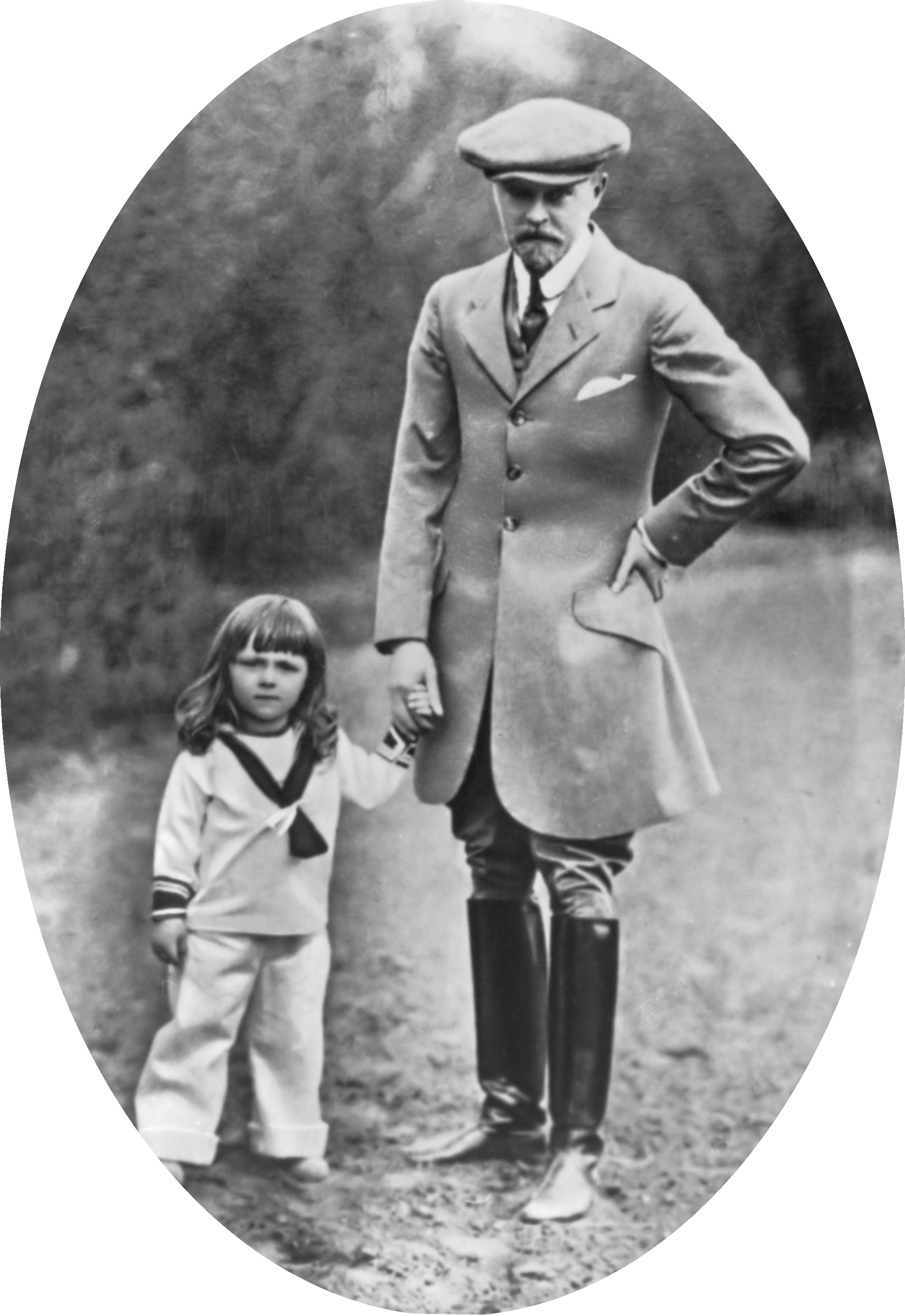
Il principe Bernardo con il figlio Bernhard in uno scatto del 1914

Il 4 marzo 1909 sposò in un matrimonio morganatico la baronessa Armgard von Sierstorpff-Cramm. Prima delle nozze venne conferito a entrambi il titolo di conte di Biesterfeld, l'8 febbraio 1909. Con la moglie e i figli venne creato Altezza serenissima e principe di Lippe-Biesterfeld nel 1916.

### Morte
Morì a 61 anni nel 1934, a Monaco di Baviera.

## Discendenza

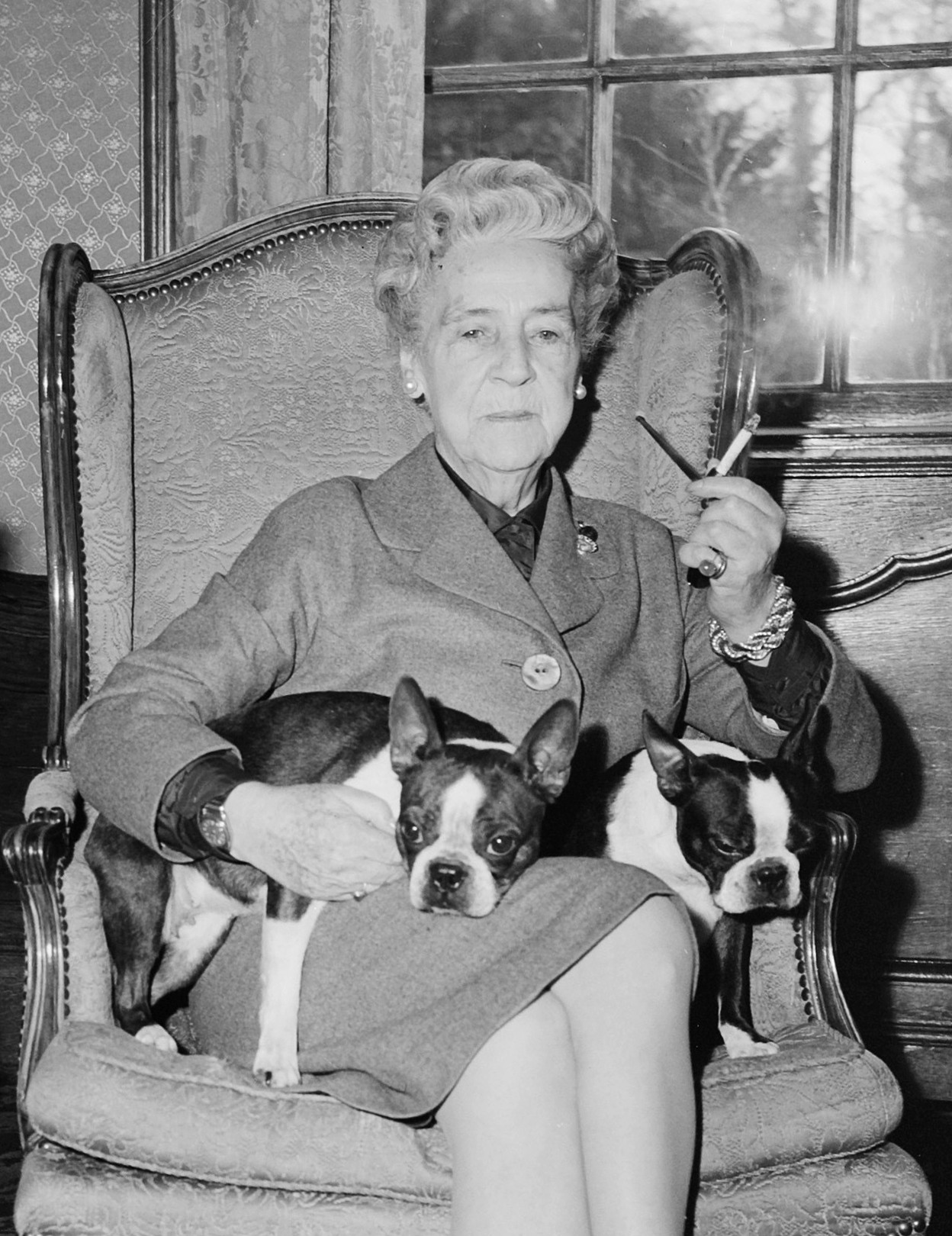
La baronessa Armgard nel 1965

Bernardo di Lippe-Biesterfeld e Armgard von Sierstorpff-Cramm ebbero due figli:
- Bernhard (29 giugno 1911 - 1º dicembre 2004), sposò nel 1937 Giuliana dei Paesi Bassi, con cui ebbe quattro figlie;
- Aschwin (13 giugno 1914 - 14 maggio 1988), sposò nel 1951 Simone Arnoux, non ebbero figli.

## Titoli e trattamento
- 8 febbraio 1909 - 24 febbraio 1916: Conte Bernardo di Biesterfeld[2]
- 24 febbraio 1916 - 19 giugno 1934: Sua Altezza Serenissima, il principe Bernardo di Lippe-Biesterfeld[2]

## Ascendenza
|                                                  |                            |                                              | Genitori                                       |  |  | Nonni |  |  | Bisnonni                       |  |  | Trisnonni                                    |  |
|                                                  |                            |                                              |                                                |  |  |       |  |  | 8. Ernst zur Lippe-Biesterfeld |  |  | 16. Carl Ernst Casimir zur Lippe-Biesterfeld |  |
|                                                  |                            |                                              |                                                |  |  |       |  |  | 8. Ernst zur Lippe-Biesterfeld |  |  | 16. Carl Ernst Casimir zur Lippe-Biesterfeld |  |
|                                                  |                            | 17. Ferdinande zu Bentheim-Tecklenburg-Rheda |                                                |  |  |       |  |  | 8. Ernst zur Lippe-Biesterfeld |  |  |                                              |  |
| 4. Julius zur Lippe-Biesterfeld                  |                            |                                              |                                                |  |  |       |  |  | 8. Ernst zur Lippe-Biesterfeld |  |  |                                              |  |
|                                                  |                            | 9. Modeste von Unruh                         | 18. Karl Philipp von Unruh                     |  |  |       |  |  |                                |  |  |                                              |  |
|                                                  |                            | 9. Modeste von Unruh                         | 18. Karl Philipp von Unruh                     |  |  |       |  |  |                                |  |  |                                              |  |
|                                                  |                            | 9. Modeste von Unruh                         | 19. Elisabeth Henriette Dorothea von Kameke    |  |  |       |  |  |                                |  |  |                                              |  |
| 2. Ernst II zur Lippe-Biesterfeld                |                            | 9. Modeste von Unruh                         |                                                |  |  |       |  |  |                                |  |  |                                              |  |
|                                                  |                            | 10. Friedrich Ludwig zu Castell-Castell      | 20. Friedrich Carl zu Castell-Castell          |  |  |       |  |  |                                |  |  |                                              |  |
|                                                  |                            | 10. Friedrich Ludwig zu Castell-Castell      | 20. Friedrich Carl zu Castell-Castell          |  |  |       |  |  |                                |  |  |                                              |  |
|                                                  |                            | 10. Friedrich Ludwig zu Castell-Castell      | 21. Amalie zu Löwenstein-Wertheim-Virneburg    |  |  |       |  |  |                                |  |  |                                              |  |
| 5. Adelaide zu Castel-Castell                    |                            | 10. Friedrich Ludwig zu Castell-Castell      |                                                |  |  |       |  |  |                                |  |  |                                              |  |
|                                                  |                            | 11. Emilie zu Hohenlohe-Langenburg           | 22. Karl Ludwig I zu Hohenlohe-Langenburg      |  |  |       |  |  |                                |  |  |                                              |  |
|                                                  |                            | 11. Emilie zu Hohenlohe-Langenburg           | 22. Karl Ludwig I zu Hohenlohe-Langenburg      |  |  |       |  |  |                                |  |  |                                              |  |
|                                                  |                            | 11. Emilie zu Hohenlohe-Langenburg           | 23. Amalie Henriette Charlotte zu Solms-Baruth |  |  |       |  |  |                                |  |  |                                              |  |
| 1. Bernhard zur Lippe-Biesterfeld                |                            | 11. Emilie zu Hohenlohe-Langenburg           |                                                |  |  |       |  |  |                                |  |  |                                              |  |
|                                                  | 12. Cäsar von Wartensleben | 24. Leopold von Wartensleben                 |                                                |  |  |       |  |  |                                |  |  |                                              |  |
|                                                  | 12. Cäsar von Wartensleben | 24. Leopold von Wartensleben                 |                                                |  |  |       |  |  |                                |  |  |                                              |  |
|                                                  | 12. Cäsar von Wartensleben | 25. Caroline Louise Dorothea von der Recke   |                                                |  |  |       |  |  |                                |  |  |                                              |  |
| 6. Leopold Otto Friedrich Franz von Wartensleben | 12. Cäsar von Wartensleben |                                              |                                                |  |  |       |  |  |                                |  |  |                                              |  |
|                                                  |                            | 13. Friederike von Gfug                      | 26. Carl Georg Friedrich von Gfug              |  |  |       |  |  |                                |  |  |                                              |  |
|                                                  |                            | 13. Friederike von Gfug                      | 26. Carl Georg Friedrich von Gfug              |  |  |       |  |  |                                |  |  |                                              |  |
|                                                  |                            | 13. Friederike von Gfug                      | 27. Johanna Juliane von Lestwitz               |  |  |       |  |  |                                |  |  |                                              |  |
| 3. Karoline von Wartensleben                     |                            | 13. Friederike von Gfug                      |                                                |  |  |       |  |  |                                |  |  |                                              |  |
|                                                  |                            | 14. Arnold Halbach                           | 28. Johann Arnold Halbach                      |  |  |       |  |  |                                |  |  |                                              |  |
|                                                  |                            | 14. Arnold Halbach                           | 28. Johann Arnold Halbach                      |  |  |       |  |  |                                |  |  |                                              |  |
|                                                  |                            | 14. Arnold Halbach                           | 29. Maria Gertrud Hilger                       |  |  |       |  |  |                                |  |  |                                              |  |
| 7. Mathilde Halbach                              |                            | 14. Arnold Halbach                           |                                                |  |  |       |  |  |                                |  |  |                                              |  |
|                                                  |                            | 15. Caroline Bohlen                          | 30. Bohl Bohlen                                |  |  |       |  |  |                                |  |  |                                              |  |
|                                                  |                            | 15. Caroline Bohlen                          | 30. Bohl Bohlen                                |  |  |       |  |  |                                |  |  |                                              |  |
|                                                  |                            | 15. Caroline Bohlen                          | 31. Johanna Magdalene Oswald                   |  |  |       |  |  |                                |  |  |                                              |  |
|                                                  |                            | 15. Caroline Bohlen                          |                                                |  |  |       |  |  |                                |  |  |                                              |  |

## Onorificenze

### Posizioni militari onorarie
| Forza militare             | Unità              | Posizione |
| -------------------------- | ------------------ | --------- |
| Forze armate della Prussia | Esercito prussiano | Maggiore  |